# Sophie Blandinières
Sophie Blandinières es una escritora francesa.
Sophie Blandinières ha sido profesora y periodista antes de convertirse en negra para Patricia Kaas, Yves Rénier, Charles Berling, Roselyne Bachelot y otros con quienes se ha comprometido a nunca divulgar sus nombres.  Con respecto a su profesión, Blandinières ha declarado que «asumo como propio el término "negro" en su totalidad y lo reinvindico»
En total, sus obras suman al menos 40.

## Obras

### Novelas
- Le sort tomba sur le plus jeune,[4] Flammarion, 2019
- La chasse aux âmes, Plon, 2020[5]

### Colectivos
- Lettre à ce prof qui a changé ma vie, Pocket, 2020

### Biografías en colaboración
- con Fatou Biramah, Négresse, éditions Privé, 2006
- con Yves Rénier, Et si je m'étais trompé de vie…, Michel Lafon, 2008
- con Faudel, Itinéraire d'un enfant de cité, Michel Lafon, 2008
- con Sheryfa Luna, T'étais déjà là mon fils, mais... : Histoire d'un déni de grossesse, Michel Lafon, 2009
- con Léo Bardon, Annie, te souviens-tu..., Michel Lafon, 2009
- con Charles Berling, Aujourd'hui, maman est morte, Flammarion, 2011
- con Fatima, Esclave à 11 ans, Flammarion, 2011
- con Patricia Kaas, L'Ombre de ma voix, J'ai lu, 2012[6]
- con Sylvia Peromingo, Je suis morte ce jour-là, Flammarion, 2013
- con Lyes Louffok, Dans l’enfer des foyers, Flammarion, 2014

## Premios
- Premio Françoise-Sagan en 2019